# Fernanda Melchor
Fernanda Melchor (Veracruz, 1982. június 3. –), mexikói írónő, aki leginkább Temporada de huracanes című regényéről ismert, amelyért 2019-ben elnyerte az Anna Seghers-díjat, és helyet kapott a 2020-as Nemzetközi Booker-díj szűkített listáján.

## Élete és pályája
Újságírói diplomát szerzett az Veracruzi Egyetemen, ahol a Veracruz-Del Río campus kommunikációs koordinátora volt.
Szépirodalmi és ismeretterjesztő műveket publikált a The Paris Review, a La Palabra y el Hombre, a Letras Libres, az Excélsior, a Replicante, a Milenio semanal, a Le Monde diplomatique, a Vice Latinoamérica, a GQ Latinoamérica és a Vanity Fair Latinoamerica lapokban. Írói pályafutását 2013-ban kezdte, amikor megjelent az Aquí no es Miami (2013), az irodalmi újságírás gyűjteménye, valamint a Falsa Liebre (2013), első regénye.
A Temporada de huracanes (Hurrikánok évada) – a regény, amely egy boszorkány meggyilkolását mutatja be Melchor születési helyének, Veracruznak egy kisvárosában – 2017-ben az egyik legjobb regényként szerepelt Mexikóban. A könyvet németre Angelica Ammar, angolra pedig Sophie Hughes fordította. Elnyerte a németországi Haus der Kulturen 2020-as Nemzetközi Irodalmi Díját, és bekerült a 2020-as Nemzetközi Booker-díjra.
2015-ben Melchor bekerült a Conaculta antológiájába, mint az egyik kiemelt 40 év alatti mexikói szerző.
2018-ban elnyerte a PEN Mexico díját az irodalmi és újságírói kiválóságért.
2019-ben elnyerte a Nemzetközi Irodalmi Díjat, valamint az Anna Seghers-díjat, Joshua Gross német íróval együtt.
Melchor 2021-es könyve, a Paradais, Sophie Hughes fordításában, bekerült az LA Times könyvdíjára.
2023 szeptemberében az Aquí no es Miami (Ez nem Miami) angol fordítása felkerült a National Book Award for Translated Literature díjra.

## Könyvei
- Aquí no es Miami (2013). This Is Not Miami, trans. Sophie Hughes(wd) (2023)
- Falsa liebre (2013)
- Temporada de huracanes (2017). Hurricane Season(wd), trans. Sophie Hughes (2020)
- Páradais (2021). Paradais(wd), trans. Sophie Hughes (2022)

### Magyarul megjelent
- Hurrikánok évada (Temporada de huracanes) – Európa, Budapest, 2022 · ISBN 9789635045662 · Fordította: Vajdics Anikó
- Ábrándozók (Paradais) – Európa, Budapest, 2024 · ISBN 9789635048922 · Fordította: Vajdics Anikó

## Díjak és kitüntetések
- Winner of Ryszard Kapuscinski Award for " This is not Miami" 2024
- Winner of the First Essay Contest on  by the CNDH(wd), 2002
- Winner of the Literary Virtuality Casa de Letras, National Autonomous University of Mexico, 2007
- Winner of the Journalism Award of the Journalism Foundation Rubén Pabello Acosta, 2009
- Winner of the Chronicle National Award Dolores Guerrero, 2011
- Winner of the Pen Club Prize for Journalistic and Literary Excellence, 2018
- Winner of the International Literature Award(wd), 2019
- Winner of the Anna Seghers-Preis(wd), 2019 for Hurricane Season
- Shortlisted for the International Booker Prize 2020 for Hurricane Season[16]
- Shortlisted for the Dublin International Literary Awards(wd) 2021 for Hurricane Season[17]
- Longlisted for the International Booker Prize 2022 for Paradais

## Fordítás
- Ez a szócikk részben vagy egészben  a   Fernanda Melchor című angol Wikipédia-szócikk fordításán alapul.  Az eredeti cikk szerkesztőit annak laptörténete sorolja fel. Ez a jelzés csupán a megfogalmazás eredetét és a szerzői jogokat jelzi, nem szolgál a cikkben szereplő információk forrásmegjelöléseként.